# Восток-1
Восток-1 (рус. Восток-1) је назив првог свемирског брода са људском посадом, који је у историју ушао 12. априла 1961. заједно са космонаутом Јуријем Гагарином. Гагарин је тако постао познат као први човек у свемиру. Први лет човека у свемир представљао је велику победу Совјета у свемирској трци.
Восток-1 је био први свемирски брод у совјетском свемирском пројекту Восток (Исток). Гагарин је за 108 минута једном обишао Земљу. Гагарин је полетео са космодрома „Бајконур“, а спустио се надомак села Смелкова јужно од Саратова. Као резервни космонаути у програму су били још Герман Титов и Григориј Нељубов.
Данас је капсула Востока-1 у музеју РКК Енергија у граду Корољов код Москве.

## Пилот
Такође погледајте Избор и обука програма Восток
Капсула Восток 1 је дизајнирана да носи једног космонаута. Јуриј Гагарин, 27, изабран је за главног пилота Востока 1, са Германом Титовом и Григоријем Нељубовим као резервама. Ови задаци су формално обављени 8. априла, четири дана пре мисије, али је Гагарин био фаворит међу кандидатима за космонауте најмање неколико месеци.‍:262,272
Коначна одлука о томе ко ће управљати мисијом у великој мери се ослањала на мишљење шефа обуке космонаута Николаја Камањина. У запису у дневнику од 5. априла, Камањин је написао да је још увек неодлучан између Гагарина и Титова. „Једина ствар која ме спречава да изаберем [Титова] је потреба да имам јачу особу за једнодневни лет.“ Камањин је мислио на другу мисију, Восток 2, у поређењу са релативно кратком мисијом у једној орбити Востока 1. Када су Гагарин и Титов на састанку 9. априла обавештени о одлуци, Гагарин је био веома срећан, а Титов разочаран. Дана 10. априла, овај састанак је поново одигран пред телевизијским камерама, што је постало и званични снимак догађаја. Ово је укључивало говор о прихватању од Гагарина. Као показатељ степена тајности који је у питању, један од других кандидата за космонауте, Алексеј Леонов, касније се присетио да није знао ко је изабран за мисију све до почетка свемирског лета.

## Припреме
За разлику од каснијих мисија Восток, није било доступних наменских летелица за праћење за примање сигнала са свемирске летелице. Уместо тога, ослањали су се на мрежу земаљских станица, такође названих командне тачке, за комуникацију са свемирским бродом; све ове командне тачке су се налазиле унутар Совјетског Савеза.
Због ограничења тежине, није постојао резервни ретроракетни мотор. Свемирска летелица је носила залихе за 13 дана да би се омогућило преживљавање и природни орбитални распад у случају да ретроракете нису успешне.
Слова „СССР“ је ручно насликао на Гагариновом шлему инжењер Герман Лебедев током пребацивања на место лансирања. Пошто је прошло мање од годину дана откако је оборен пилот У2 Гери Пауерс, Лебедев је закључио да без неке идентификације земље постоји мала шанса да би космонаут могао бити замењен за шпијуна при слетању.

### Аутоматска контрола
Целокупна мисија је контролисана или аутоматским системима или копненом контролом. То је било зато што медицинско особље и инжењери свемирских летелица нису били сигурни како би човек могао да реагује на бестежинско стање, те је одлучено да се закључају ручне контроле пилота. У овом необичном потезу, шифра за откључавање контрола је стављена у коверту на броду, за Гагаринову употребу у случају хитног случаја.‍:278 Пре лета, Камањин и други су рекли Гагарину шифру (1-2-5), за сваки случај.

### 11. април 1961. године
На космодрому Бајконур 11. априла 1961. ујутру, ракета Восток-К, заједно са причвршћеном космичком капсулом Восток 3КА, транспортована је неколико километара до лансирне рампе, у хоризонталном положају. Када су стигли на лансирну платформу, техничари су обавили брзи преглед бустера како би се уверили да је све у реду. Када нису пронађени никакви видљиви проблеми, бустер је постављен на ЛЦ-1. У 10:00 (по московском времену), Гагарин и Титов су добили коначну ревизију плана лета. Обавештени су да је лансирање планирано следећег дана, у 09:07 по московском времену. Ово време је изабрано тако да када капсула почне да лети изнад Африке, а то је било када би ретроракете требале да се испале за поновни улазак, соларно осветљење буде идеално за сензоре система за оријентацију.
У 18:00, након што су обављена различита физиолошка очитавања, лекари су упутили космонауте да не разговарају о предстојећим мисијама. Те вечери Гагарин и Титов су се опуштали слушајући музику, играјући билијар и ћаскајући о свом детињству. У 21:50, обојици су понуђене таблете за спавање, како би се обезбедио добар сан, али су обојица одбила. Лекари су космонаутима прикључили сензоре, како би пратили њихово стање током целе ноћи, и веровали су да су обојица добро спавала. Гагаринови биографи Доран и Бизони напомињу да ту ноћ нису спавали ни Гагарин ни Титов. Главни конструктор Сергеј Корољов те ноћи није спавао, због стрепње изазване предстојећим свемирским летом.